# Eystrup
Eystrup è un comune di 3.315 abitanti della Bassa Sassonia, in Germania.
Appartiene al circondario (Landkreis) di Nienburg (Weser) (targa NI) ed è parte della comunità amministrativa (Samtgemeinde) di Eystrup.
Il territorio comunale comprende anche la frazione di Mahlen.